# Alphacetylmethadol
Alphacetylmethadol  (INN) oder  α-Acetylmethadol (AAM) ist ein vollsynthetisches Opioid-Analgetikum. Es ist nicht zu verwechseln mit Acetylmethadol. Sein linksdrehendes Enantiomer Levacetylmethadol wird in der EU seit 2003 nicht mehr vermarktet, in den USA ist es nach wie vor ein von der FDA zugelassenes Arzneimittel zur Behandlung von Opioid-Abhängigkeit. Alphacetylmethadol verfügt über eine sehr ähnliche chemische Struktur wie Methadon, das ebenfalls ein häufig verschriebenes Mittel zur Behandlung von Opioid-Abhängigkeit ist.

## Wirkungen
Weil Alphacetylmethadol im Unterschied zu Levacetylmethdaol so gut wie nie vermarktet wurde, liegen zu dem Mittel auch kaum pharmakologische Daten vor. In der chemischen Datenbank PubChem wird es beschrieben als ein narkotisches  Analgetikum mit einem langsamen Wirkungsanstieg und einer langen Wirkungszeit. AAM erzeugt in Ratten Heroin-ähnliche Wirkungen, bei vergleichsweise geringerer Konzentration. Allerdings ist hierbei zu beachten, dass  Alphacetylmethadol sowohl mit Methadon, wie auch mit der Ausgangssubstanz Acetylmethadol oder mit seinem Isomer Levacetylmethadol chemisch nicht identisch ist und dass es in Folge einer anderen Molekülstruktur auch zu unterschiedlichen pharmakologischen Wirkungen kommen kann.

## Rechtsstatus
In Deutschland wird Alphacetylmethadol in der Anlage 1 zum Betäubungsmittelgesetz aufgeführt. Es gilt als nicht verkehrsfähiges Betäubungsmittel und kann deshalb nicht verschrieben werden.